# Stará škola (synagoga)
Synagoga Stará škola (Altschul;אַלְטֶע שׁוּל Altašíl) v Praze byla nejstarší synagogou na pražském Josefově. Vznikla ve 12. století a v roce 1867 byla zbořena a nahrazena novostavbou Španělské synagogy nazvané podle jejího maurského stylu. Na původní synagogu upomíná název ulice U Staré školy.
Jediná historicky známá starší pražská synagoga stála již v 11. století snad u původního židovského sídliště v místech Malé Strany, které nepřímo zmiňuje již v 10. stol. Ibráhím íbn Jakūb. Stará škola byla postavena v místech budoucího Židovského města a v průběhu staletí několikrát přestavována, pobořena, vypálena a poškozena velkými požáry (např. roku 1689).

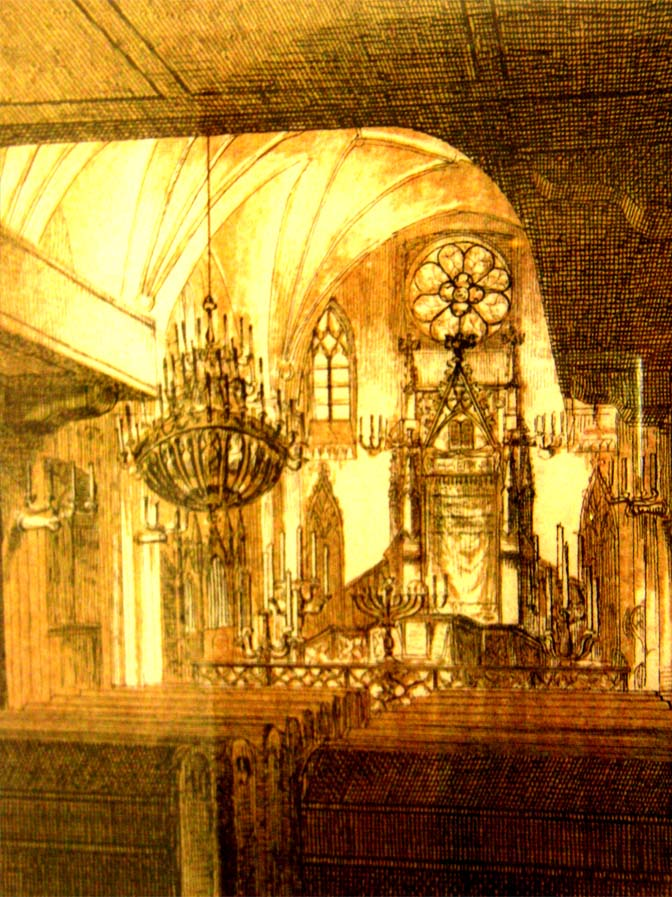
Interiér synagogy kol. r. 1850

Stará škola sloužila v závěru své existence jako synagoga pro pražské německy mluvící reformní židy. Z důvodu špatného stavu Staré školy i neadekvátní rekonstrukce v novogotickém slohu bylo rozhodnuto o demolici synagogy a nahrazení novou budovou, která by lépe odpovídala potřebám moderní doby a jasněji zdůrazňovala reformní charakter synagogy.

## Historie
Nejstarší židovské osídlení Prahy se snad nacházelo někde v místech Malé Strany, kde byla i nejstarší známá synagoga, další židovská osada byla někde blíže Vyšehradu. Během pogromu za první křížové výpravy roku 1096 zřejmě zaniklo vyšehradské osídlení a synagoga byla dočasně přeměněna na křesťanský kostel. Obnovená synagoga byla spolu s levobřežním židovským sídlištěm roku 1142 vypálena vojsky Konráda II. Znojemského při obléhání Pražského hradu po bitvě u Vysoké. Poté se židovské obyvatelstvo soustředilo v místech pozdějšího Židovského města (ghetta) na pravém břehu Vltavy, kde byla postavena synagoga Stará škola.
Pro nejstarší židovské dějiny Prahy však není dostatek pramenů a chybí archeologické doklady, je proto možné, že v místech Josefova existovalo židovské osídlení již dříve a že zde byla i synagoga, není proto vyloučeno, že údaj Mnicha sázavského o vypálené synagoze v pražském podhradí roku 1142 se již vztahuje ke Staré škole.
Stará škola měla být údajně synagogou, kterou postavili a využívali Židé z byzantského kulturního prostředí, kteří se s místní židovskou komunitou nikdy zcela nesžili, čímž se vysvětlovala její poloha poněkud stranou od vlastního jádra bývalého pražského ghetta. Při velikonočním pogromu roku 1389 byla vypálena a pobořena. Roku 1516 vyhořela a 1536 byla opět opravena. Mezi lety 1604–1622 byla prováděna rekonstrukce, při které byla prodloužena. Při velkém požáru Prahy roku 1689 byla poškozena, ale již následujícího roku opět obnovena. V letech 1693 až 1704 však byla z rozkazu císaře uzavřena, poté otevřena, díky představenému Samuelu Taussigovi.
V roce 1744 vypověděla císařovna Marie Terezie Židy z Prahy a Čech – toto nařízení bylo sice zrušeno o 2 roky později, ale mezi lety 1745–1748 byla Stará škola zpustošena. V roce 1750 pak obnovena na náklad primase židovského ghetta Israela Frankla Spira. V roce 1754 vyhořela a následně byla rekonstruována. Od roku 1837 se v synagoze sloužila reformovaná bohoslužba a uplatnila se i doprovodná synagogální hudba. Stalo se tak zejména zásluhou orientalisty a hebraisty Leopolda Zunze, kazatele Michaela Sachse a překladatele prof. Saula Isaaca Kaempfa. Ve čtyřicátých letech 19. století došlo k novogotické přestavbě interiéru. Tato přestavba však nebyla hodnocena jako nejšťastnější. Synagoga nedostačuje a proto je 1867 zbořena a na jejím místě od roku 1868 vyrůstá synagoga Španělská.

## Zajímavosti
- V letech 1836–1845 působil ve Staré škole jako varhaník František Škroup, autor hudby národní hymny Kde domov můj.

- Dnes synagogu připomíná název ulice, která obchází blok budov kolem Španělské synagogy – U Staré školy.